# Mokorotlo

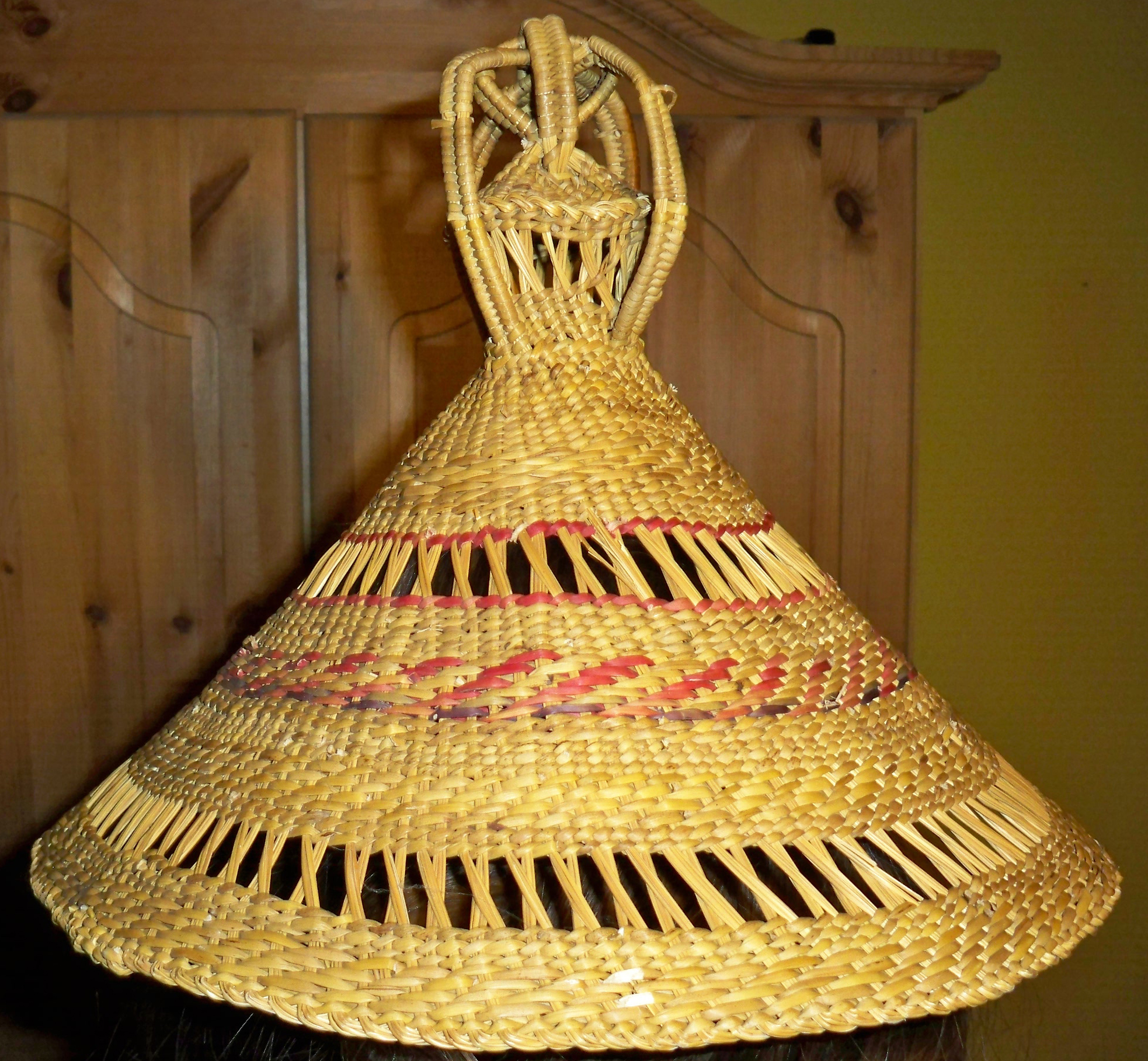
Mokorotlo

Mokorotlo (engl. Basotho hat, „Basotho-Hut“) ist ein traditioneller Strohhut in Lesotho. Er ist dem Qiloane-Berg bei Thaba Bosiu nachempfunden und gilt als nationales Symbol.

## Beschreibung
Der Hut wird aus getrocknetem Gras geflochten. Für den unteren Rahmen wird die Grassorte moseha verwendet, für den Korpus und die äußere Schicht die Sorte loli. An der Spitze hat er mehrere schleifenartige Verstrebungen. Von dort vergrößert er sich kegelförmig nach unten. Er hat ein bis drei horizontal angeordnete Flechtmuster, die oft auch farbig abgegrenzt sind, meist rot oder grün. Der Mokorotlo wurde anfangs von Männern, später auch von Frauen angefertigt. Dabei beginnt man mit der Spitze und endet am unteren Rand. Der Mokorotlo wird meist im Straßenhandel angeboten.

## Geschichte
Vor der Ankunft der Europäer trugen die Basotho als Schutz vor Sonne den kegelförmigen Strohhut khaebana. In den 1910er Jahren kam der Hut thloro für die barena auf, den sie beim Abhalten von Gerichtsverhandlungen und auf dem Weg dorthin trugen. Dabei sangen sie traditionelle Lieder, im Singular mokorotlo genannt. Schließlich wurden auch die Hüte so genannt. In den 1930er und 1940er Jahren wurden neue Designs entworfen. So entstanden die Schleifen an der Spitze. Seit den 1940er Jahren zählt der Mokorotlo zur Nationalkleidung.

## Herkunft und Bedeutung
Der aus Sandstein bestehende Berg Qiloane bei Thaba Bosiu gilt als Vorbild der Form des Mokorotlo. Die Nationalflagge von 1966 bis 1987 und die seit 2006 geltende Nationalflagge beinhalten einen Mokorotlo. Auf den Kraftfahrzeugkennzeichen Lesothos ist jeweils ein Mokorotlo abgebildet. 
Das Kunsthandwerksgeschäft Basotho Hat in der Hauptstadt Maseru ist in der Form des Hutes gebaut und mit einem Reetdach mit einer Metallkonstruktion an der Spitze versehen. 

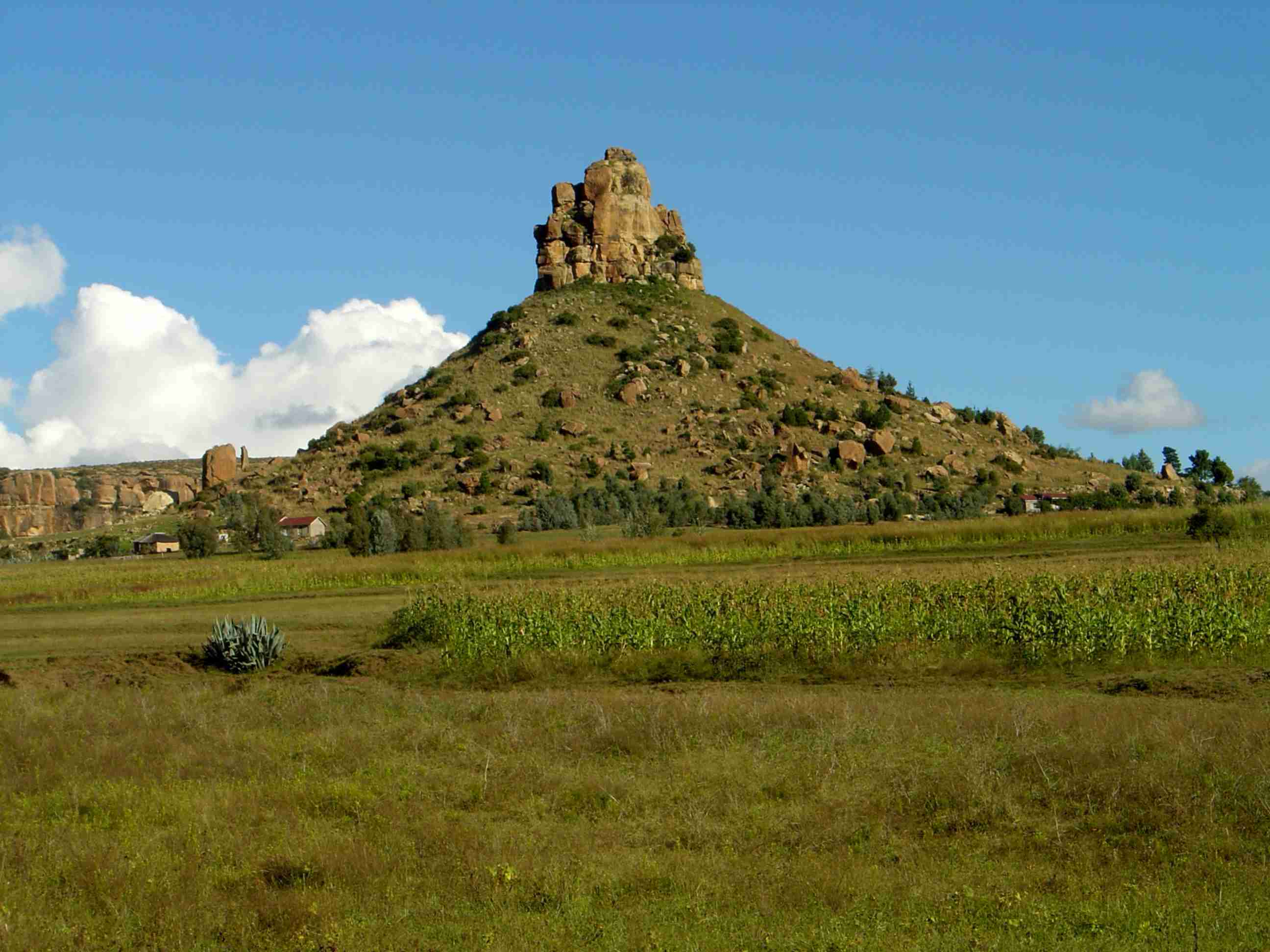
Der Berg Qiloane
Nationalflagge Lesothos 1966 bis 1987
Nationalflagge Lesothos seit 2006
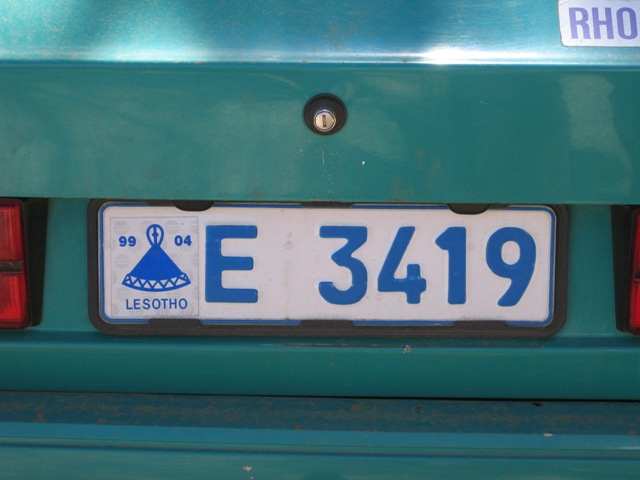
Kfz-Kennzeichen in Lesotho
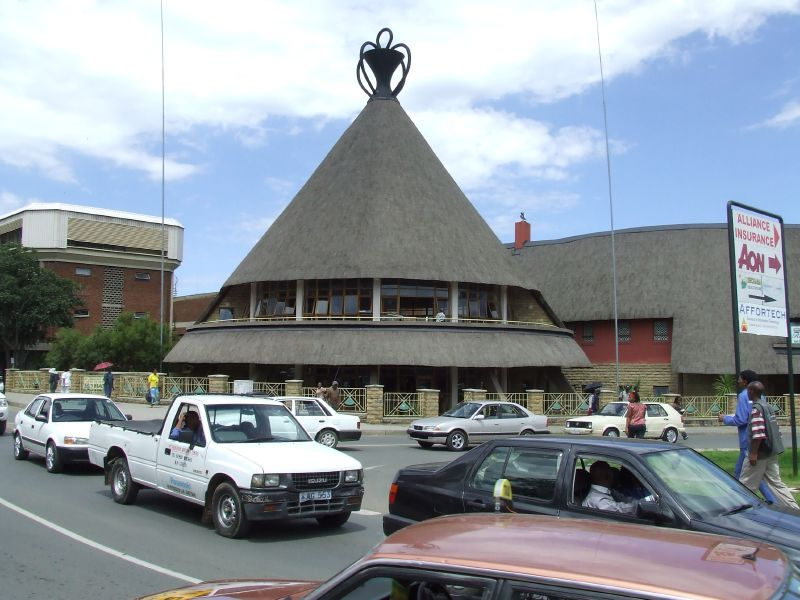
Der Basotho Hat in Maseru
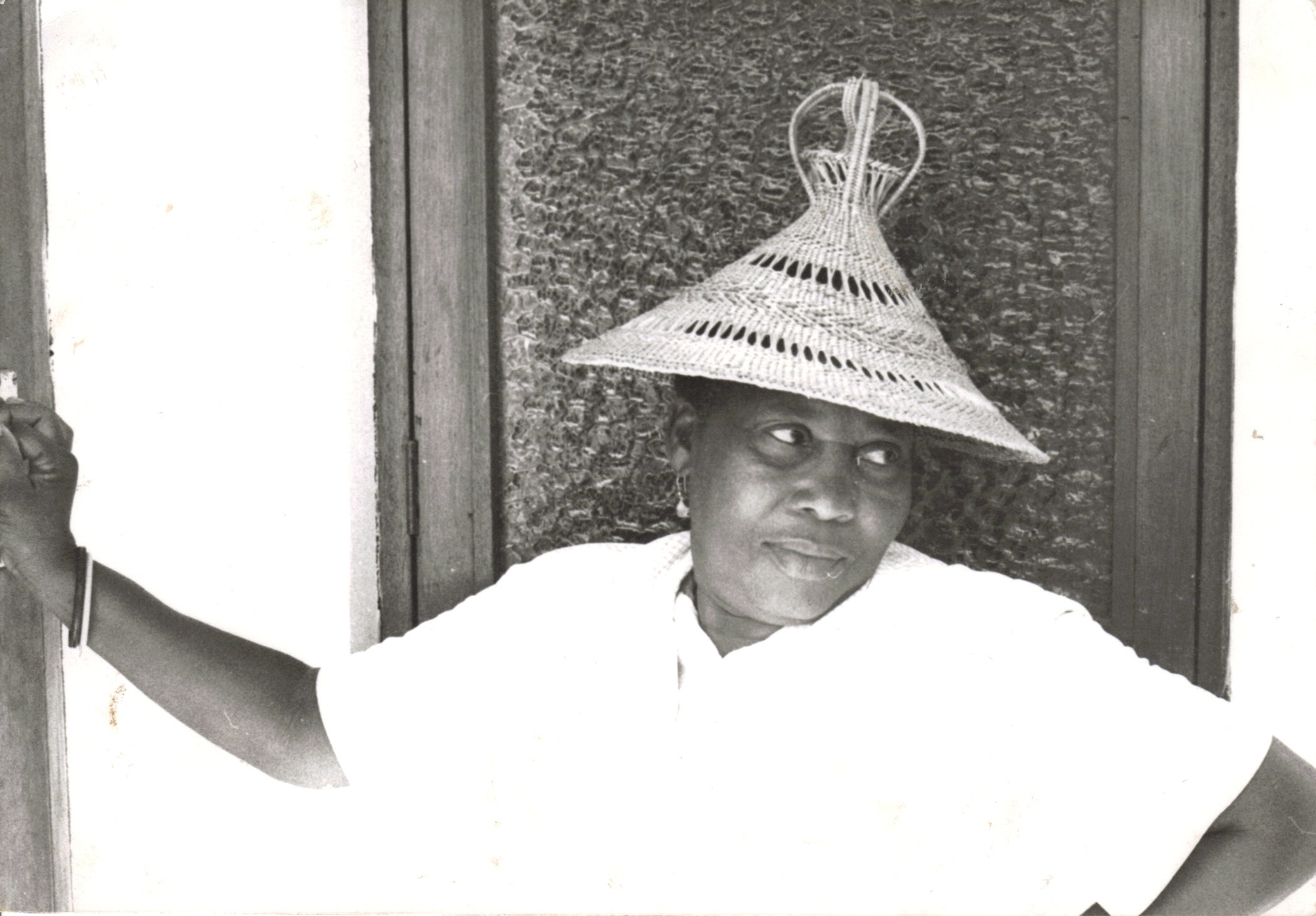
Frau mit Mokorotlo